# Hunger (nordisk mytologi)
Hunger er i nordisk mytologi navnet på Hels fad. Har samme egenskab som Sult.
| Nordisk mytologi | Spire Denne artikel om nordisk religion og mytologi er en spire som bør udbygges. Du er velkommen til at hjælpe Wikipedia ved at udvide den. |